# Цебер (Нижньосілезьке воєводство)
Цебер (пол. Ceber, нім. Ziebern) — село в Польщі, у гміні Котля Ґлоґовського повіту Нижньосілезького воєводства.
Населення — 186 осіб (2011).
У 1975-1998 роках село належало до Легницького воєводства.

## Демографія
Демографічна структура станом на 31 березня 2011 року:
|          | Загалом | Допрацездатний вік | Працездатний вік | Постпрацездатний вік |
| -------- | ------- | ------------------ | ---------------- | -------------------- |
| Чоловіки | 94      | 14                 | 75               | 5                    |
| Жінки    | 92      | 25                 | 55               | 12                   |
| Разом    | 186     | 39                 | 130              | 17                   |